# Ярський політехнікум
Я́рський політе́хнікум — навчально-педагогічний комплекс середньої спеціальної освіти в смт Яр Ярського району Удмуртії, Росія.

## Загальні дані
Училище було засноване в 1963 році як Ярське педагогічне училище. Директором училища з 1984 року був В. І. Скворцов. На сьогодні цю посаду займає Шарафутдінов Дмитро Тагірович, до нього (на 2009 рік) — Маркова Людмила Григорівна.
Навчання в закладі проводиться за двома формами навчання: очна та заочна.
Спеціальності:
- фізична культура
- фізична культура та технологія
- викладання в початкових класах[3]
- майстер столярних та паркетних робіт

## Відомі випускники
- Данилова Людмила Римівна — заступник директора з виховної роботи даного училища
- Пєтухов Ігор Станіславович — заступник директора з фізичного виховання даного училища
- Пєтухов Микола Валерійович — почесний працівник загальної освіти РФ[4]
- Шарафутдінов Дмитро Тагірович — директор даного училища